# روميل كيوتو
روميل كيوتو (بالإسبانية: Romell Quioto) (9 أغسطس 1991 هندوراس - ) هو لاعب كرة قدم هندوراسي، يلعب كمهاجم في النادي العربي السعودي، شارك في كرة القدم في الألعاب الأولمبية الصيفية 2016.

## وصلات خارجية
روميل كيوتو على موقع الدوري الأمريكي (الإنجليزية)
- روميل كيوتو على موقع قاعدة بيانات كرة القدم.إي يو (الإنجليزية)
- روميل كيوتو على موقع ليكيب (الفرنسية)
- روميل كيوتو على موقع ناشيونال فوتبول تيمز (الإنجليزية)
- روميل كيوتو على موقع Soccerway.com (الإنجليزية)
- روميل كيوتو على موقع أوليمبيديا (الإنجليزية)